# 2 de janeiro na Igreja Ortodoxa
Esta página trata das comemorações relativas ao dia 2 de janeiro no ano litúrgico ortodoxo.
Todas as comemorações fixas abaixo são comemoradas no dia 15 de janeiro pelas igrejas ortodoxas sob o Velho Calendário. No dia 2 de janeiro do calendário civil, as igrejas sob o Velho Calendário celebram as comemorações listadas no dia 20 de dezembro.

## Festas
- Ante-Festa da Santa Teofania de Nosso Senhor, Deus e Salvador Jesus Cristo.[1][2]

## Santos
- Santa Teódota, mãe dos Santos Anárgiros Cosme e Damião (século III)[1][3]
- Mártires Artaxo, Acuto, Eugenda, Maximiano, Timóteo, Tobias e Vito, em Sírmio (século III ou IV)[4]
- Mártir Sérgio, em Cesareia de Capadócia, pela espada (301)[1][5]
- Mártir Teopisto, por apedrejamento[6]
- Numeros mártires de Roma, sob Diocleciano, que se negaram a entregar as Sagradas Escrituras (c. 303)[4]
- Mil mártires de Lichfield, entre os quais o Hieromártir Anfíbalo, sob Diocleciano (c. 303)[7]
- Hieromártir Teógenes, Bispo de Pário, Mísia (c. 320)[1][8][9]
- São Silvestre, Papa de Roma (335)[1][10][11][12]
- Mártir Basílio de Ancira, sob Juliano, o Apóstata (362)[13][14]
- Hieromártir Isidoro de Antioquia, Bispo de Saragoça, pelos arianos (século IV)[15][16]
- São Teopento, Monge[17]
- São Marcos, o surdo-mudo[18]
- Santo Amun de Tabennisi, monge (século V)[1][7][19]
- São Marciniano, Bispo de Milão, que tomou parte no Terceiro Concílio Ecumênico e escreveu contra o nestorianismo (c. 435)[16][4]
- Santo Aspásio, Bispo de Auch (c. 560)[4]
- São Escotino (Schotin, Scarthin), ermitão de Kilkenny (século VI)[1][20]
- São Seiriol o Justo, Abade de Penmon, em Anglesey, irmão dos reis Cinlas de Rhos e Ínio de Llŷn (século VI)[21][22]
- São Mainchín (Munch), padroeiro e provavelmente primeiro bispo de Limerick (século VI)[4]
- Hieromártir Blidulfo (Bladulf), monge de Bobbio, que denunciou o arianismo e foi morto pelo rei lombardo Ariovaldo (c. 630)[4]
- São Vincenciano (Viance, Viants), discípulo de São Menelau, ermitão em Tulle (c. 730)[4]
- Santo Adelardo de Corbie (827)[4]
- Santo Patriarca e Taumaturgo Cosme I de Constantinopla(1081)[1][7][23]
- São Silvestre das Cavernas de Quieve, taumaturgo e hagiógrafo (século XII)[1][7][24][25]|group=note}}
- Justa Juliana de Lazarevo (1604)[1][7][26][27]
- Novo Mártir Jorge (Zorzes, Zorsisus) o Georgiano, em Mitilene (1770)[1][7][28][29]
- Venerável Serafim, taumaturgo de Sarov (1833)[1][7][30][31]
- Novo Mártir Basílio Petrov (1942)[32][33]
- Novo Hieromártir Demétrio Shpakovsky (1942)[34]

## Outras comemorações
- Comemoração do Arquimandrita Joanício Golatovsky (1688)[34]
- Repouso do Schema-Hieromonge Gabriel de Optina (1871)[1]
- Repouso da Abadessa Taísia de Leushino (1915)[1]
- Martírio do Ancião Joasafe do Mosteiro de São Ticônio de Kaluga (1919)[1]
- Repouso do Ancião Tiago do Epiro (1961)[1]